# Nido di vipere
Nido di vipere (지푸라기라도 잡고 싶은 짐승들?, Jipuragirado japgo sip-eun jimseungdeulLR; lett. "Bestie che vogliono afferrare persino una pagliuzza") è un film del 2020 diretto da Kim Yong-hoon.
Thriller sudcoreano che ha vinto il Blue Dragon per il miglior film e si è rivelato essere una delle pellicole più viste in Corea del Sud del 2020.

## Trama
In una città portuale si incrociano le difficili esistenze di un gruppo di persone tra loro sconosciute, ma legate dal destino e da una borsa piena zeppa di denaro, che a ognuno di loro occorre per motivi differenti.
Joong-man, proprietario di un negozio ormai fallito, ora lavora come dipendente part-time in una sauna, prendendosi cura della madre malata. Un giorno, mentre è al lavoro, rinviene in un armadietto una borsa piena di banconote e decide di nasconderla nel magazzino, tenendo all'oscuro anche i suoi colleghi, così da potersene appropriare in caso nessuno si presentasse a reclamarla.
Tae-young è un funzionario della dogana, che deve una grossa cifra a un gangster per sanare il debito della sua ex fidanzata Yeon-hee, di cui non ha più notizie da alcune settimane.
Mi-ran invece è una hostess, che lavora in un bar per soli uomini, mentre a casa l'attende il marito, un uomo molto violento. Grazie a un cliente, la donna decide di sbarazzarsi una volta per tutte del coniuge, facendolo uccidere, ma le cose non andranno nel verso giusto.
Diviso in capitoli che spezzano la linearità degli eventi, il film fa incrociare i destini di questi tre personaggi, ognuno dei quali cerca di tirarsi fuori dai guai cercando di venire in possesso del denaro.

## Distribuzione
Il film è stato distribuito nelle sale cinematografiche italiane a partire dal 15 settembre 2022.

## Riconoscimenti
- 2020 - Blue Dragon Awards
  - Miglior montaggio a Han Mi-yeon
  - Candidatura per la miglior attrice a Jeon Do-yeon
  - Candidatura per la miglior attrice esordiente a Shin Hyun-been
- 2020 - Buil Film Awards
  - Candidatura per il miglior attore protagonista a Jung Woo-sung
  - Candidatura per la miglior attrice a Jeon Do-yeon
- 2020 - Fribourg International Film Festival
  - Candidatura per il miglior film a Kim Yong-hoon
- 2020 - Korean Association of Film Critics Awards
  - Tra i migliori dieci film dell'anno
- 2020 - Korean Film Producers Association Awards
  - Miglior montaggio a Han Mi-yeon
- 2020 - Odesa International Film Festival
  - Candidatura per il miglior film a Kim Yong-hoon
- 2020 - Rotterdam International Film Festival
  - Miglior regia a Kim Yong-hoon
  - Candidatura per il miglior film a Kim Yong-hoon
- 2020 - Australian Academy of Cinema and Television Arts (AACTA) Awards
  - Candidatura per il miglior film asiatico a Kim Yong-hoon, Jang Won-seok
- 2020 - Cine21
  - Miglior produttore a Jang Won-seok
- 2021 - Chunsa Film Art Awards
  - Candidatura per la miglior attrice a Jeon Do-yeon
  - Candidatura per il miglior montaggio a Han Mi-yeon
- 2022 - Director's Cut Awards
  - Candidatura per la miglior regia a Kim Yong-hoon
- 2022 - Far East Film Festival
  - Gelso d'oro a Kim Yong-hoon